# Staavia phylicoides
Staavia phylicoides är en tvåhjärtbladig växtart som beskrevs av Neville Stuart Pillans. Staavia phylicoides ingår i släktet Staavia och familjen Bruniaceae. Inga underarter finns listade.